# Penafiel (gemeente)
Penafiel is een gemeente in het Portugese district Porto. De gemeente heeft een totale oppervlakte van 212 km² en telde 71.800 inwoners in 2001.

## Plaatsen in de gemeente
De inwoners zijn verdeeld over de 38 kerkdorpen in de gemeente. Deze kerkdorpen zijn:
| - Abragão - Boelhe - Bustelo - Cabeça Santa - Canelas - Capela - Castelões - Croca - Duas Igrejas - Eja - Figueira - Fonte Arcada - Galegos | - Guilhufe - Irivo - Lagares - Luzim - Marecos - Milhundos - Novelas - Oldrões - Paço de Sousa - Penafiel - Perozelo - Pinheiro - Portela | - Rans - Rio de Moinhos - Rio Mau - Santa Marta - Santiago de Subarrifana - São Mamede de Recezinhos - São Martinho de Recezinhos - São Miguel de Paredes - Sebolido - Urrô - Valpedre - Vila Cova |

## Geboren
- Vitorino Guimarães (1876-1957), politicus en eerste minister
- António Oliveira (1952), voetbalcoach en voetballer
- Joaquim Santos (1952-2024), rallyrijder
- José Fonte (1983), voetballer